# 班顿杜省
班顿杜（法語：Province du Bandundu）是刚果民主共和国（前稱）西部的一个省，西部连接金沙萨、下刚果省，北接赤道省，而東部連接西开赛省。该省的首府也叫作班顿杜，舊稱班寧維爾（Banningville）。
1966年，當時的政府把在1960年獨立前成立的三個前殖民地政區，即：奎卢省（Kwilu）、寬果省（Kwango）及馬伊恩東貝省（Mai-Ndombe）合併成為班頓杜省。在通過2006年的新憲法之後，這三個地區又再回復成為獨立的省份。

## 班顿杜省的主要城鎮
- 班顿杜（Bandundu）
- 基奎特（Kikwit）
- 根盖（Kenge）
- 伊农戈（Inongo）

## 主要語言
在班頓杜省使用的兩種貿易語言有：
1. 林格拉語：主要在開賽河以北流通；
2. 剛果語（又名Kituba或Kikongo ya Leta）：主要在開賽河以南通行。

由於這兩種語言的高度普遍性，很多當地居民在成長時一直都在使用，成為了他們的第一語言。除了這兩種貿易語言以外，本省亦有多種不同的方言流行。

## 主要水體
- 開賽河（Kasai River）
- 寬果河（Kwango River）
- 根蓋河（Kwenge River）
- 奎盧河（Kwilu River）
- 盧凱尼河（Lukenie River）
- 馬伊恩東貝湖（Lake Mai-Ndombe）

4°09′49″S 18°48′27″E / 4.163679°S 18.80762°E